# Шох Андрій
Шох Андрій (* 1930), родом з Станиславівщини, з 1949 в США; інж. електротехнік, винахідник у ділянці індустрійних застосувань ультразвуку великих амплітуд. Закінчив City College of New York, 1962-84 працював у фірмі Брендес-Сонік-Повер; 1968 — 84 як віцепрез. дослідів; від 1984 — у фірмі Ультрасонік Технолоджік Інк. Опрацював першу практичну апаратуру, зокрема генераторів та електроакустичних перетворювачів для зварювання пластиків (пластмас). Удосконалив приладдя для ультразвукового зварювання металів, очищення і ін. Власник кільканадцятьох патентів.